# Порино (Фрозиноне)
Порино је насеље у Италији у округу Фрозиноне, региону Лацио.
Према процени из 2011. у насељу је живело 559 становника. Насеље се налази на надморској висини од 279 м.